# Zwischendeich
Zwischendeich ist ein Ortsteil der amtsfreien Stadt Wittenberge im Landkreis Prignitz in Brandenburg.

## Geographie
Der Ort liegt einen Kilometer nordöstlich der Elbe, vier Kilometer südöstlich von Wittenberge und neun Kilometer nordnordöstlich von der Hansestadt Seehausen (Altmark). Er ist umgeben vom FFH-Gebiet Elbdeichvorland, dem Vogelschutzgebiet Unteres Elbtal, dem Naturschutzgebiet Wittenberge-Rühstädter Elbniederung, dem Biosphärenreservat Flusslandschaft Elbe und dem Landschaftsschutzgebiet Brandenburgische Elbtalaue.
Nachbarorte sind im Norden Garsedow, einschließlich des dortigen Wohnplatzes Wallhöfe und Lütjenheide mit dem dazugehörigen Wohnplatz Berghöfe, Hinzdorf im Osten, Schadebeuster im Süden, sowie Losenrade jenseits von Elbe und Landesgrenze im Westen.

## Geschichte
1375 wurde Zwischendeich erstmals in den Schreibweisen Duschendiche und Tuschendiche schriftlich erwähnt. 1506 finden sich Belege mit der Ortsbezeichnung tuschen Dykes. Für 1640 ist belegt, das der Ort nach „Groß Beuster“ eingekircht war. 1720 wurden hier 5 Kossäten, 1 Hüfner, 1 Hirt ohne Vieh und 1 Hufe à 23 Groschen verzeichnet. 1734 waren es 5 Kossäten, 1 Bauer, 1 Einlieger und Altsitzer, 1 Hirte und 138 Scheffel Saat. 1745 hatte das Dorf 6 Kossäten und 1746 verfügte es neben 5 Kossäten über 1 Hüfner, 1 Hirt ohne Vieh und 1 Hufe. 1789 gab es hier 6 Kossäten und 7 Feuerstellen.
Im Jahr 1800 war Zwischendeich (teilweise als Zwischendiek verzeichnet) ein Teil der Wische, gehörte zum Seehausenschen Kreis in der Provinz Altmark der Mark Brandenburg und seine Einwohner waren zu dieser Zeit in die Kirche von „Großen Beuster“ der Inspektion Seehausen eingepfarrt. Für 1801 wurden hier 1 Bauer, 5 Ganzkossäten, 7 Feuerstellen und  138 Scheffel Aussaat verzeichnet. 1804 gehörte das auf der Ostseite der Elbe gelegene Dorf der „verwitweten Deichhaupmännin von Jeetze zu Losenrade“ und hatte insgesamt 138 Scheffel Aussaat, sieben Feuerstellen und 55 Einwohner; davon ein Bauer und fünf „Ganzkossäten“. Der Adressort war damals Wittenberge. 1806 endete die Zugehörigkeit zur St. Nikolaikirche in Beuster und ebenso die Bestattung der Toten des Ortes auf dem zugehörigen Kirchhof.

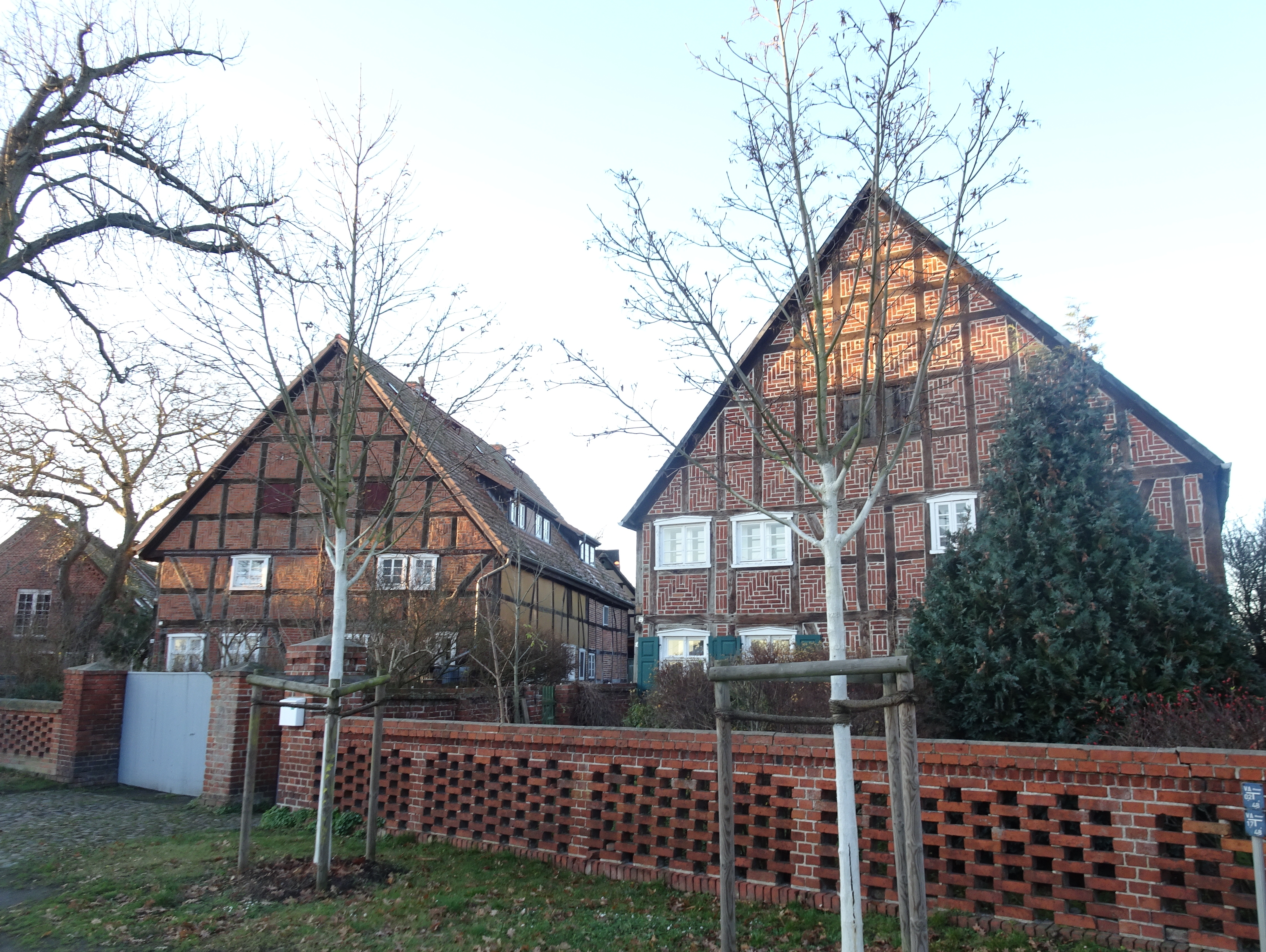
Wohnhäuser Dorfstraße 3 und 4

1816 kam der Ort zum Kreis Westprignitz. Für 1817 ist belegt, dass Zwischendeich nach Wittenberge eingekircht war und für 1819 werden 1 Hüfner, 5 Kossäten, 1 Kuhhirt sowie 1 Hufe genannt. 1846 gab es hier insgesamt 11 Wohnhäuser. In einer Beschreibung aus dem Jahr 1852 wird Zwischendeich als ein Dorf in der Niederung mit gutem Boden für Wiese beschrieben und als Hauptnahrung der Ackerbau genannt. Darüber hinaus wird festgestellt, dass hier keine Mineralprodukte, keine Nebenbeschäftigungen und kein Wald, eine Einfelderwirtschaft, zwei- und einschürige Wiesen, Fischerei auf der Elbe durch das Gut Eickhof sowie eine Hütung im Sommer für und Viehzucht mit Rindvieh und Pferden zum eigenen Wirtschaftsbedarf vorhanden sind. 1860 waren hier ein öffentliches, 11 Wohn- und 9 Wirtschaftsgebäude vorhanden.
1900 war das Dorf ein Gemeindebezirk und umfasste 5 Häuser. 1931 zu einer selbständigen Gemeinde geworden, die zu diesem Zeitpunkt nach Klein Lüben eingekircht war, gab es hier 7 Wohnhäuser. Ab 1939 zum Landkreis Westprignitz gehörend, gab es hier in diesem Jahr insgesamt 7 Land- und forstwirtschaftliche Betriebe. Darunter 3 mit 20 bis 100 Hektar, 3 mit 5 bis 10 Hektar und 1 mit 0,5 bis 5 Hektar sowie insgesamt 18 Berufszugehörige. Die Gemeinde Zwischendeich kam 1952 zum Kreis Perleberg im Bezirk Schwerin und wurde 1957 in die Gemeinde Hinzdorf eingegliedert. 1960 existierte im Ort eine LPG vom Typ I mit dem Namen „Wiesental“, zu der 8 Mitglieder gehörten und 102,74 Hektar landwirtschaftliche Nutzfläche. Auch 1964 war Zwischendeich noch ein Ortsteil von Hinzdorf. 1969 wurde die LPG in Zwischendeich an die LPG „Einigkeit“ in Gulow angeschlossen. 1971 wurde Zwischendeich zusammen mit der damaligen Gemeinde Hinzdorf nach Wittenberge eingemeindet. Seit 1993 zählt der Ort zum Landkreis Prignitz.

### Einwohnerentwicklung
| Jahr      | 1734 | 1772 | 1789 | 1801 | 1817 | 1837 | 1858 | 1871 | 1895 | 1925 | 1939 | 1946 |
| --------- | ---- | ---- | ---- | ---- | ---- | ---- | ---- | ---- | ---- | ---- | ---- | ---- |
| Einwohner | 63   | 42   | 51   | 55   | 45   | 67   | 46   | 47   | 43   | 33   | 19   | 37   |

## Kultur und Sehenswürdigkeiten
Die drei an der Dorfstraße gelegenen Wohnhäuser Dorfstraße 2, 3 und 4 stehen unter Denkmalschutz.